# Cách mạng Biergarten
Cách mạng Biergarten hay Biergartenrevolution là tên gọi của giới báo chí München cho những cuộc biểu tình, được các nhà chính trị địa phương và các hãng sản xuất bia tổ chức, riêng trong ngày 12 tháng 5 1995 khoảng 25.000 người dân München xuống đường biểu tình tranh đấu gìn giữ văn hóa biergarten.

## Nguyên nhân
Các cuộc biểu tình xảy ra là để phản đối lời phán quyết của tòa án hành chính Bayern mà để bảo vệ những người sống chung quanh đã chỉ đạo đổi giờ đóng cửa của Biergarten quán Waldwirtschaft (Pullach) gần Pullach từ 23 giờ xuống 21.30 giờ tối. Những phe nhóm chính trị địa phương, các tập đoàn kinh tế tổ chức những cuộc phản đối để người dân có thể bày tỏ sự bất bình về bản án, đồng thời hứa là sẽ góp phần đưa tới việc rút lại quyết định này.
Ngay từ một tuần sau khi các cuộc biểu tình xảy ra chính phủ Bayern đã ban ra sắc luật cho Biergarten Bayern, theo đó các biergarten chỉ phải đóng cửa vào lúc 
23 giờ khuya. Nhóm thưa kiện của những người sống chung quanh biergarten đó đã kiện cái sắc luật mới và đã thắng kiện vào tháng giêng 1999 trong lần xét sử cuối cùng tại tòa án hành chính Đức. Tòa án này bắt lỗi sắc luật biergarten là không giới hạn độ ồn và như vậy làm những người ở chung quanh phải chịu đựng quá mức.
Kịp thời cho mùa biergarten chính phủ Bayern đã ban hành một sắc luật biergarten Bayern mới trong tháng 4 năm 1999. Theo đó có định nghĩa về một biergarten truyền thống, có chỗ bán bia dưới những cây che mát và nơi đó khách có thể mang đồ ăn theo, chỉ phải mua nước uống ở đó thôi.  Đối với những biergarten này giờ đóng cửa là 23 giờ tối và độ ồn chỉ được tới 5 Dezibel, tương đương với những nơi chơi thể thao.
Tuy nhiên đối với những biergarten ở München, nơi mà cách mạng biergarten đã xảy ra và cũng là nơi có nhiều biergarten truyền thống nhất, không có quán nào bị ảnh hưởng gì đến vụ kiện hay sắc luật này. Bởi vì ở đó trước cuộc cách mạng biergarten, hầu hết các quán đều được mở theo luật cho đến 1 giờ đêm.